# Hyam Maccoby
Pour les articles homonymes, voir Maccoby.
Hyam Maccoby (Sunderland, 20 mars 1924- 2 mai 2004) est un universitaire et écrivain juif britannique spécialiste de l'histoire et des traditions juives et chrétiennes. 
Il est particulièrement connu pour ses théories sur le Jésus historique et les origines historiques du christianisme.
En France, il est un peu plus connu du grand public par sa participation à l'émission Corpus Christi, diffusée sur Arte. 

## Biographie
Hyam Maccoby est le petit-fils du rabbin Chaim Zundel Maccoby qui  immigra en Grande-Bretagne en 1890. Son père lui enseigne très tôt l'hébreu et le judéo-araméen.   
Il fait des études à Oxford, puis sert de 1942 à 1946 dans le Royal Corps of Signals.
Après la guerre, Maccoby est professeur d'anglais à Londres pendant plus de 20 ans, puis est nommé en 1975 au Leo Baeck Institute de Londres où il demeurera jusqu'à son départ à la retraite en tant que professeur et bibliothécaire. C'est à cette époque qu'il commence à écrire une grande partie de son œuvre. 
Il a ensuite occupé, à partir de 1998, un poste universitaire au Centre d'études juives de l'University of Leeds.

## Travaux
Maccoby considère que, bien que les écrits du Nouveau Testament déforment dans leurs récits ce qu'ont été les débuts du christianisme, il est possible, à la lumière de la connaissance du contexte juif de l'époque, d'y retrouver la réalité historique des personnages de Jésus et de Paul de Tarse et de leurs enseignements respectifs.
Selon lui, la prédication de Jésus se situerait pour l'essentiel dans la continuité de la tradition du judaïsme pharisien. Comme d'autres chercheurs, Maccoby considère que Paul de Tarse aurait interprété, voire réinventé les doctrines de Jésus, au point de pouvoir être considéré comme le véritable fondateur du christianisme.
Il va plus loin en mettant en doute l'appartenance de Paul au pharisianisme, rappelant les accusations des ébionites à son encontre, et estime que son enseignement est largement inspiré de croyances issues de la culture hellénistique et des cultes à mystères.
D'autre part, il estime que, construisant cette nouvelle religion en scission avec le judaïsme, Paul de Tarse y a instillé le germe de ce que sera l'anti-judaïsme chrétien.

### Le pharisianisme de Jésus
Pour Maccoby, Jésus était un pharisien et s'il se considérait comme le Mashia'h ce ne pouvait être qu'au sens juif du terme de sauveur d'Israël. L'idée de fonder une nouvelle religion ne le concernait pas, quant à se considérer comme Dieu, c'eût été pour lui un blasphème. De même ses disciples les nazaréens demeurèrent fidèles au judaïsme. Comme une partie importante des historiens spécialistes, Maccoby envisage l'hypothèse que les ébionites soient les successeurs des adeptes de Jésus, restés fidèles à son enseignement et au judaïsme.

### Le cas Paul de Tarse
Maccoby considère Paul de Tarse comme le véritable inventeur des croyances chrétiennes; comme d'autres chercheurs avant lui il souligne le dualisme de Paul et estime que celui-ci s'est directement inspiré des croyances gnostiques et des cultes à mystères pour construire une nouvelle religion centrée sur le sacrifice expiatoire d'un être à caractère divin.
Maccoby rejette l'idée que Paul ait été un pharisien, et le considère comme un imposteur comparable à Simon le magicien, converti tardivement et au service des saducéens.
Il stigmatise par exemple des raisonnements confus, ne respectant pas les règles du dayo quand Paul veut user de raisonnement a fortiori,  et il  souligne que Paul ne cite la Bible que dans la version de la septante, ce qu'il considère comme  surprenant pour un juif présenté comme un élève de Gamaliel.

### L'antisémitisme chrétien
Pour Maccoby, le sacrifice du Christ est une réapparition symbolique du sacrifice humain qui avait été banni du judaïsme depuis la ligature d'Isaac, .
La responsabilité de la mort du Christ, indispensable au Salut dans la foi chrétienne, ne peut pour les chrétiens pas être imputée à un Dieu infiniment bon. 
Aussi, ce rôle d'exécuteur sacré est attribué au peuple juif, par l'intermédiaire du personnage de Judas, puis de Barabbas,  sur lequel repose l'accusation de peuple déicide.
Au Moyen Âge, ces assertions seront renforcées par le mythe chrétien du juif errant.

### Les disputations
Hyam Maccoby est l'auteur de Judaism on Trial. Jewish-Christian Disputations in the Middle Ages, ouvrage compilant des traductions et commentaires sur les disputations entre juifs et chrétiens du Moyen Âge.
Il a également écrit une pièce sur une disputatio célèbre : la dispute de Barcelone, où s'opposèrent en 1263 le Ramban et Pablo Christiani en présence du roi Jacques Ier d'Aragon. 
La pièce fut diffusée sur Channel 4.

## Œuvres
- Le Jour où Dieu a ri, Les Éditions du Cerf, 2016 (The Day God Laughed: Sayings, Fables and Entertainments of the Jewish Sages, 1973)
- Revolution in Judea: Jesus and the Jewish Resistance (1973)
- Judaism on Trial: Jewish-Christian Disputations in the Middle Ages, Littman Library of Jewish Civilization, 1993.  (ISBN 1-874774-16-1)
- L’exécuteur sacré. Le sacrifice humain et le legs de la culpabilité (The Sacred Executioner: Human Sacrifice and the Legacy of Guilt, 1983), Les Éditions du Cerf, 1999
- Paul et l'invention du christianisme (The Mythmaker: Paul and the Invention of Christianity), Lieu commun, 1987
- Judaism in the First Century (1989)
- Paul and Hellenism (1991)
- Judas Iscariot and the Myth of Jewish Evil (1992)
- A Pariah People: Anthropology of Anti-Semitism (1996)
- Ritual and Morality (1999)
- The Philosophy of the Talmud (2002)
- Jesus the Pharisee (2003)
- Anti-Semitism and Modernity (2004)

## Référence de traduction
- (en) Cet article est partiellement ou en totalité issu de l’article de Wikipédia en anglais intitulé « Hyam Maccoby » (voir la liste des auteurs).

## Sources